# Дискографија Ферги
Америчка певачица Стејси Ен Фергусон познатија под уметничким именом Ферги објавила је два студијска албума, седамнаест синглова и једанаест спотова. Године 2005. након издавања два албума са групом The Black Eyed Peas, Ферги је најавила да почиње да ради на соло пројекту, крајем 2005. године.
Први студијски албум The Dutchess објављен је 19. септембра 2006. године на ЦД и винил формату, као и за дигитално преузимање. Албум је дебитовао на трећем месту листе Билборд 200, а годину дана касније био је на другом месту. Пет албумских синглова нашли су се у топ 5 листе Сједињених Држава што је први пут у још откако је то пошло за руком Мили Ванили, 1989. године. Синглови London Bridge, Glamorous (у сарадњи са Лудакрисом) и Big Girls Don't Cry нашли су се на првом месту листе Билборд хот 100. Други сингл Fergalicious (снимљен у сарадњи са репером will.i.am) и пети албумски сингл Clumsy нашли су се на на другом и петом месту листе Билборд хот 100. Синглови су продат у више од два милиона примерака у Сједињеним Државама. The Dutchess је постао трећи најпродаванији албум 2007. године у Сједињеним Државама и двадесети у свету. Албум је продат у 3,9 милиона примерака у САД и 8 милиона широм света.
Други студијски албум под називом Double Dutchess објављен је 22. септембра 2017. године на цд и винил формату, као и за дигитално преузимање. Главни албумски сингл L.A. Love (La La) објављен је у септембрз 2014. године, а доживео је велики комерцијални успех у Великој Британији, где је био на трећем месту листе UK Singles Chart. L.A. Love (La La) нашао се на 27. месту америчке листе Билборд хот 100 и 5. месту листе Hot Rap Songs. Албумски сингл M.I.L.F. $ нашао се на 34. месту листе Билборд хот 100 и на 56. месту листе UK Singles Chart. Трећи сингл Life Goes On објављен је 11. новембра 2016. године.

## Албуму

### Студијски албуми
| Назив | Детаљи | Позиција | Позиција | Позиција | Позиција | Позиција | Позиција | Позиција | Позиција | Позиција | Позиција | Број проданих примерака            | Сертификати |
| Назив | Детаљи | САД      | АУС      | АУС 40   | КАН      | НЕМ      | ИР       | НЗ       | ШВЕ      | ШВА      | УК       | Број проданих примерака            | Сертификати |
| --- | --- | -------- | -------- | -------- | -------- | -------- | -------- | -------- | -------- | -------- | -------- | ---------------------------------- | --- |
| The Dutchess                                                                                                  | - Датум објављивања: 19. септембар 2006. - Издавачка кућа: A&M Records, will.i.am - Формат: ЦД, винил, дигитално преузимање                | 2        | 1        | 17       | 4        | 11       | 9        | 2        | 35       | 11       | 18       | - Свет: 8,000,000 - САД: 3,900,000 | - RIAA: 5× Платина - ARIA: 4× Платина - BPI: Платина - BVMI: Златно - IFPI ШВА: Златно - MC: 3× Платина - RMNZ: Платина |
| Double Dutchess                                                                                               | - Датум објављивања: 22. септембар 2007. - Издавачка кућа: Dutchess Music, BMG Rights Management - Формат: ЦД, винил, дигитално преузимање | 19       | 39       | —        | 23       | 65       | —        | —        | —        | 69       | 49       | - САД: 39,000                      | |
| "—" означава издање које или није дебитовало на тој топ-листи или није дебитовало у/на тој држави/територији. | |          |          |          |          |          |          |          |          |          |          |                                    | |

### Епови
| Назив                              | Детаљи                                                                                                  | Позиција |
| Назив                              | Детаљи                                                                                                  | САД      |
| ---------------------------------- | --- | -------- |
| 5-Live Tracks (Wal-Mart Exclusive) | - Датум објављивања: 20. новембар 2007. - Издавачка кућа: will.i.am, A&M - Формат: дигитално преузимање | —        |
| As Cinco Melhores                  | - Датум објављивања: децембар 2007. - Издавачка кућа: will.i.am, A&M - Формат: дигитално преузимање     | —        |
| The Dutchess Deluxe EP             | - Датум објављивања: 27. мај 2008. - Издавачка кућа: will.i.am, A&M - Формат: дигитално преузимање      | 46       |
| Fergie Hit Pac - 5 Series          | - Датум објављивања: август 2009. - Издавачка кућа: will.i.am, A&M - Формат: дигитално преузимање       | —        |

## Синглови

### Као главни извођач
| "London Bridge"                                                                                               | 2006 | 1  | 3  | —  | 27 | 3  | 8  | 1  | 13 | 6  | 3   | - RIAA: 2× Платина - ARIA: Платина                                                 | The Dutchess     |
| "Fergalicious" (will.i.am и Ферги)                                                                            | 2006 | 2  | 4  | 24 | 15 | 23 | 38 | 5  | 22 | 29 | 105 | - RIAA: 4× Платина - ARIA: 2× Платина - RMNZ: Златно                               | The Dutchess     |
| "Glamorous" (Лудакрис и Ферги)                                                                                | 2007 | 1  | 2  | 12 | 32 | 16 | 3  | 9  | —  | 38 | 6   | - RIAA: 3× Платина - ARIA: 3× Платина - BPI: Златно - RMNZ: Злато                  | The Dutchess     |
| "Big Girls Don't Cry"                                                                                         | 2007 | 1  | 1  | 1  | 11 | 6  | 1  | 1  | 4  | 3  | 2   | - RIAA: 4× Платина - ARIA: 5× Платина - BPI: Платина - GLF: Златно - RMNZ: Платина | The Dutchess     |
| "Clumsy" | 2007 | 5  | 3  | 4  | —  | 50 | 17 | 4  | 15 | 43 | 62  | - RIAA: 2× Платина - ARIA: 2× Платина - RMNZ: Златно                               | The Dutchess     |
| "Pick It Up"                                                                                                  | 2007 | —  | —  | —  | —  | —  | —  | —  | —  | —  | —   |                                                                                    | The Dutchess     |
| "Here I Come"                                                                                                 | 2008 | —  | 22 | —  | —  | —  | —  | 39 | —  | —  | —   |                                                                                    | The Dutchess     |
| "Finally" (John Legend и Ферги)                                                                               | 2008 | —  | —  | 61 | —  | —  | —  | —  | —  | —  | —   |                                                                                    | The Dutchess     |
| "A Little Party Never Killed Nobody (All We Got)" (Q-Tip, GoonRock и Ферги)                                   | 2013 | 77 | 43 | 72 | 27 | 10 | 89 | 3  | 14 | 59 | 90  | - RIAA: Платина - ARIA: Златно - BVMI: Платина - GLF: Платина - RMNZ: Платина      | The Great Gatsby |
| "L.A. Love (La La)"                                                                                           | 2014 | 27 | 53 | 28 | 72 | 55 | 30 | —  | 86 | —  | 3   | - RIAA: Платина - BPI: Сребрно                                                     | Double Dutchess  |
| "M.I.L.F. $"                                                                                                  | 2016 | 34 | 26 | 28 | 89 | 89 | 78 | —  | —  | —  | 56  | - RIAA: Златно                                                                     | Double Dutchess  |
| "Life Goes On"                                                                                                | 2016 | —  | —  | —  | —  | —  | —  | —  | —  | —  | —   |                                                                                    | Double Dutchess  |
| "You Already Know" (Ники Минаж и Ферги)                                                                       | 2017 | —  | 95 | —  | —  | —  | —  | —  | —  | —  | 96  |                                                                                    | Double Dutchess  |
| "A Little Work"                                                                                               | 2017 | —  | —  | —  | —  | —  | —  | —  | —  | —  | —   |                                                                                    | Double Dutchess  |
| "—" означава издање које или није дебитовало на тој топ-листи или није дебитовало у/на тој држави/територији. |      |    |    |    |    |    |    |    |    |    |     |                                                                                    | Double Dutchess  |

### Као гостујући музичар
| Назив | Година | Позиција | Позиција | Позиција | Позиција | Позиција | Позиција | Позиција | Позиција | Позиција | Позиција | Сертификат                                                       | Албум                             |
| Назив | Година | САД      | АУС      | КАН      | ФРА      | НЕМ      | ИР       | НЗ       | ШВЕ      | ШВА      | УК       | Сертификат                                                       | Албум                             |
| --- | ------ | -------- | -------- | -------- | -------- | -------- | -------- | -------- | -------- | -------- | -------- | ---------------------------------------------------------------- | --------------------------------- |
| "Impacto" (ремикс) (Деди Јанки и Ферги)                                                                       | 2007   | 56       | —        | —        | —        | —        | —        | —        | —        | —        | —        |                                                                  | El Cartel: The Big Boss           |
| "Party People" (Нели и Ферги)                                                                                 | 2008   | 40       | 14       | 52       | —        | 23       | 12       | 7        | —        | —        | 14       |                                                                  | Brass Knuckles                    |
| "That Ain't Cool" (Kumi Koda и Ферги)                                                                         | 2008   | —        | —        | —        | —        | —        | —        | —        | —        | —        | —        |                                                                  | Trick                             |
| "Gettin' Over You" (Давид Гета, Chris Willis, LMFAO и Ферги)                                                  | 2010   | 31       | 5        | 12       | 1        | 15       | 4        | 3        | 28       | 11       | 1        | - ARIA: 2× Платина - BVMI: Златно - GLF: Платина - BPI: Златно   | One More Love                     |
| "All of the Lights" (Канје Вест, разни извођачи и Ферги)                                                      | 2010   | 18       | 24       | 53       | 52       | 17       | 13       | 13       | —        | 46       | 15       | - RIAA: 4x Платина - ARIA: Платина - RMNZ: Златно - BPI: Платина | My Beautiful Dark Twisted Fantasy |
| "Beautiful Dangerous" (Slash и Ферги)                                                                         | 2010   | —        | —        | 58       | —        | 90       | —        | —        | —        | —        | —        |                                                                  | Slash                             |
| "—" означава издање које или није дебитовало на тој топ-листи или није дебитовало у/на тој држави/територији. |        |          |          |          |          |          |          |          |          |          |          |                                                                  |                                   |

### Успешни синглови
| "Sing" | 2007 | —  | —  | —  | — | — | — | —  | —  | — | 161 | Songs of Mass Destruction |
| "Just Stand Up!"                                                                                              | 2008 | 11 | 39 | 10 | — | — | — | 19 | 51 | — | 26  | Није ни на једном албуму  |
| "We Are the World 25 for Haiti" (са извођачима за Хаити)                                                      | 2010 | 2  | 18 | 7  | — | — | 9 | 8  | 5  | — | 50  | Није ни на једном албуму  |
| "L.O.V.E. (Let One Voice Emerge)"()                                                                           | 2012 | —  | —  | —  | — | — | — | —  | —  | — | —   | Није ни на једном албуму  |
| "Love Song to the Earth"                                                                                      | 2015 | —  | —  | —  | — | — | — | —  | —  | — | —   | Није ни на једном албуму  |
| "—" означава издање које или није дебитовало на тој топ-листи или није дебитовало у/на тој држави/територији. |      |    |    |    |   |   |   |    |    |   |     |                           |

## Промотивни синглови
| "Labels or Love"                                                                                              | 2008 | — | 15 | — | — | Sex and the City       |
| "Feel Alive" (Pitbull, DJ Poet и Ферги)                                                                       | 2012 | — | —  | — | — | Step Up Revolution     |
| "Netflix" (2 Chainz и Ферги)                                                                                  | 2013 | — | —  | — | — | B.O.A.T.S. II: Me Time |
| "Hungry" (Рик Рос и Ферги)                                                                                    | 2017 | — | —  | — | — | Double Dutchess        |
| "—" означава издање које или није дебитовало на тој топ-листи или није дебитовало у/на тој држави/територији. |      |   |    |   |   |                        |

## Дуети
| "Mash Out" (will.i.am, MC Lyte и Ферги)                                                                       | 2003 | —  | — | —  | Must B 21         |
| "Keep Bouncin' (Street)" (Too Short, will.i.am, Снуп Дог и Ферги)                                             | 2006 | —  | — | —  | Blow The Whistle  |
| "All Night Long" (Sean Combs и Ферги)                                                                         | 2006 | —  | — | —  | Press Play        |
| "I'm Chillin'" (Гејм и Ферги)                                                                                 | 2006 | —  | — | —  | Doctor's Advocate |
| "Big" (Macy Gray и Ферги)                                                                                     | 2007 | —  | — | —  | Big               |
| "Beat It 2008" (Мајкл Џексон и Ферги)                                                                         | 2008 | 77 | 8 | 26 | Thriller 25       |
| "The Look Of Love" (Sérgio Mendes и Ферги)                                                                    | 2008 | —  | — | —  | Encanto           |
| "Paradise City" (Slash, Sajpres hil и Ферги)                                                                  | 2010 | 75 | — | —  | Slash             |
| "LA" (will.i.am, Снуп Дог и Ферги)                                                                            | 2015 | —  | — | —  | The Documentary 2 |
| "—" означава издање које или није дебитовало на тој топ-листи или није дебитовало у/на тој држави/територији. |      |    |   |    |                   |

## Спотови

### Као главни извођач
| Назив                                             | Година | Режисер(и)                    | Реф.   |
| ------------------------------------------------- | ------ | ----------------------------- | ------ |
| "London Bridge"                                   | 2006   | Марк Веб                      | [ 58 ] |
| "Fergalicious"                                    | 2006   | Фатима Робинсон               | [ 59 ] |
| "Glamorous"                                       | 2007   | Дејв Мајерс                   | [ 60 ] |
| "Big Girls Don't Cry"                             | 2007   | Ентони Мандлер                | [ 61 ] |
| "Clumsy"                                          | 2007   | Рич Ли Марк Веб               | [ 62 ] |
| "A Little Party Never Killed Nobody (All We Got)" | 2013   | Филип Анделма Фарима Робинсон | [ 63 ] |
| "L.A. Love (La La)" (ремикс)                      | 2014   | Рич Ли                        | [ 64 ] |
| "M.I.L.F. $"                                      | 2016   | Колин Тили                    | [ 65 ] |
| "Life Goes On"                                    | 2016   | Крис Марс Пилиеро             | [ 66 ] |
| "Hungry"                                          | 2017   | Бруно Готи                    | [ 67 ] |
| "You Already Know"                                | 2017   | Бруно Готи                    | [ 67 ] |
| "Enchanté (Carine)"                               | 2017   | Бруно Готи                    | [ 68 ] |
| "Just Like You"                                   | 2017   | Бруно Готи                    | [ 67 ] |
| "Like It Ain't Nuttin'"                           | 2017   | Бен Мор                       | [ 69 ] |
| "Save It Till Morning'"                           | 2017   | Алек Кешишиан                 | [ 67 ] |
| "A Little Work"                                   | 2017   | Јонас Акерлунг                | [ 67 ] |
| "Love is Blind"                                   | 2017   | Крис Уленс                    | [ 67 ] |
| "Love is Pain"                                    | 2017   | Нина Мекнили                  | [ 67 ] |
| "Tension"                                         | 2017   | Фарима Робинсон               | [ 67 ] |
| "Tension" (верзија 2)                             | 2017   | Фарима Робинсон               | [ 67 ] |

### Као гостујући извођач
| Назив                                                          | Година | Режисер(и)         | Реф.   |
| -------------------------------------------------------------- | ------ | ------------------ | ------ |
| "Impacto" (ремикс) (Деди Јанки и Ферги)                        | 2007   | The Saline Project | [ 70 ] |
| "Party People" (Нели и Ферги)                                  | 2008   | Марк Веб           | [ 71 ] |
| "That Ain't Cool" (Kumi Koda и Ферги)                          | 2008   | Фатима Робинсон    | [ 72 ] |
| "We Are the World 25 for Haiti" (Ферги са извођачима за Хаити) | 2010   | Пол Хагис          | [ 73 ] |
| "Gettin' Over You" (Chris Willis, LMFAO, Давид Гета и Ферги)   | 2010   | Рич Ли             | [ 74 ] |
| "Beautiful Dangerous" (Slash и Ферги)                          | 2010   | Рич Ли             | [ 75 ] |